# Procleobis patagonicus
Genre
Synonymes
- Lelongia Mello-Leitão, 1938
- Saronomoides Mello-Leitão, 1938
- Patagonolpuga Mello-Leitão, 1938

Espèce
Synonymes
- Gluvia patagonica Holmberg, 1876
- Procleobis burmeisteri Kraepelin, 1899
- Mummuciella atacama Roewer, 1934
- Lelongia herminia Mello Leitao, 1938
- Lelongia fidelis Mello Leitao, 1938
- Lelongia inermis Mello Leitao, 1938
- Lelongia ornata Mello Leitao, 1938
- Saronomoides pampeanus Mello Leitao, 1938
- Patagonolpuga hyltoni Mello Leitao, 1938

Procleobis patagonicus, unique représentant du genre Procleobis, est une espèce de solifuges de la famille des Ammotrechidae.

## Distribution
Cette espèce est endémique d'Argentine.

## Publications originales
- Kraepelin, 1899 : Zur systematik der Solifugen. Mitteilungen aus dem Naturhistorischen Museum in Hamburg, vol. 16, p. 197-259 (texte intégral).
- Holmberg, 1876 : Aracnidos Argentinos. Anales de agricultura de la República Argentina, vol. 4, p. 197-259. , p. 1-28.